# Phyllophage
Un phyllophage, ou folivore, est un cas particulier d'organisme phytophage qui se nourrit aux dépens des feuilles, soit en prélevant une partie, soit en suçant les liquides ou la sève.

## Définition
Un phyllophage ou un folivore est un herbivore qui se nourrit principalement de feuilles. Ces dernières, une fois arrivées à maturité, renferment une grande quantité de cellulose difficile à assimiler, apportent moins d’énergie que d’autres aliments et contiennent souvent des substances toxiques. C’est pourquoi les animaux folivores possèdent généralement un système digestif allongé et un métabolisme ralentit. Ils s’appuient aussi sur des bactéries symbiotiques pour extraire les nutriments de leur régime alimentaire. De plus, comme le montrent certaines études sur les primates folivores, ils privilégient les jeunes pousses : celles-ci sont plus tendres, plus énergétiques, plus riches en protéines et moins chargées en fibres ou en toxines que les feuilles adultes.

## Exemples

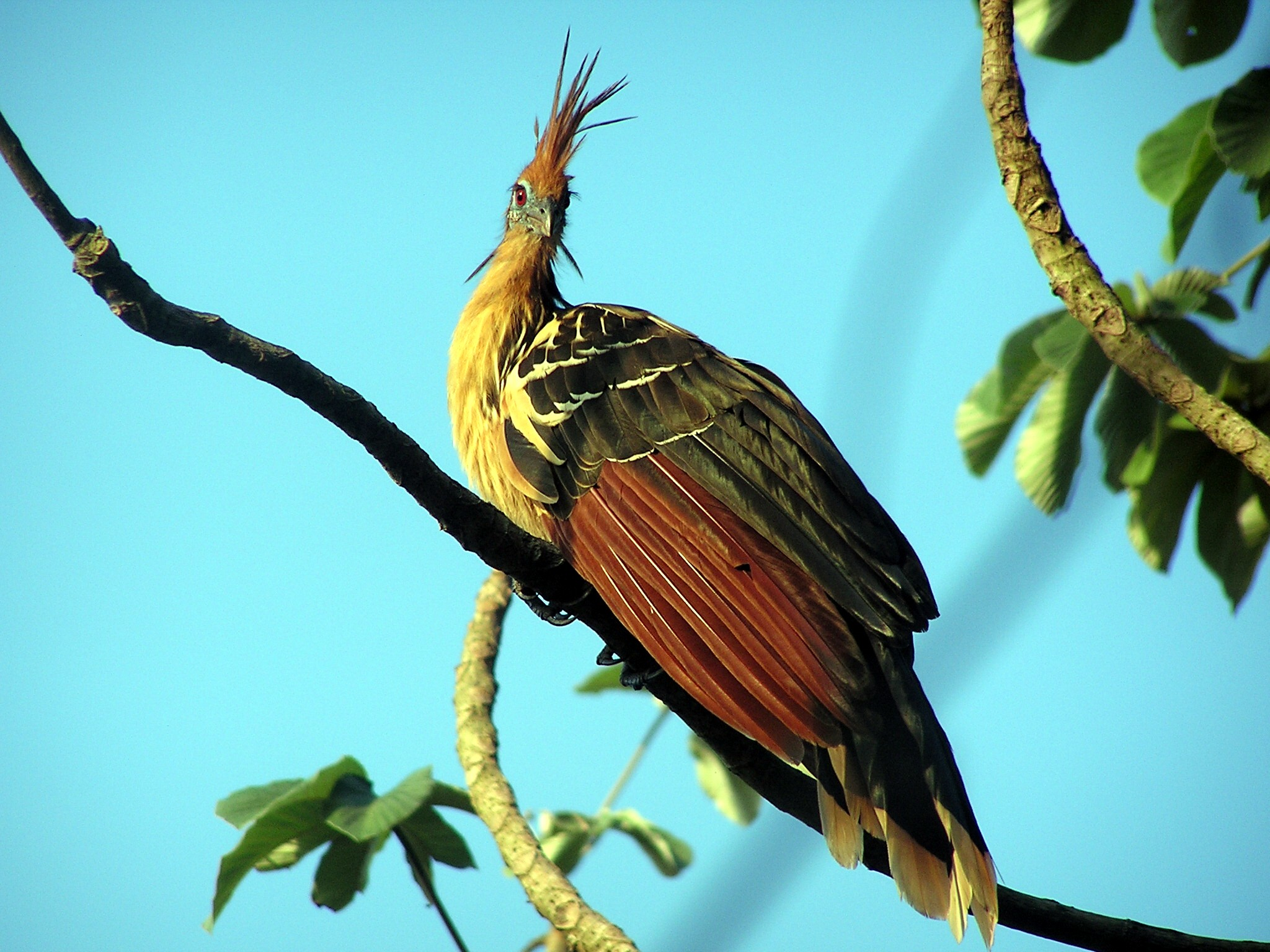
Un hoazin huppé.
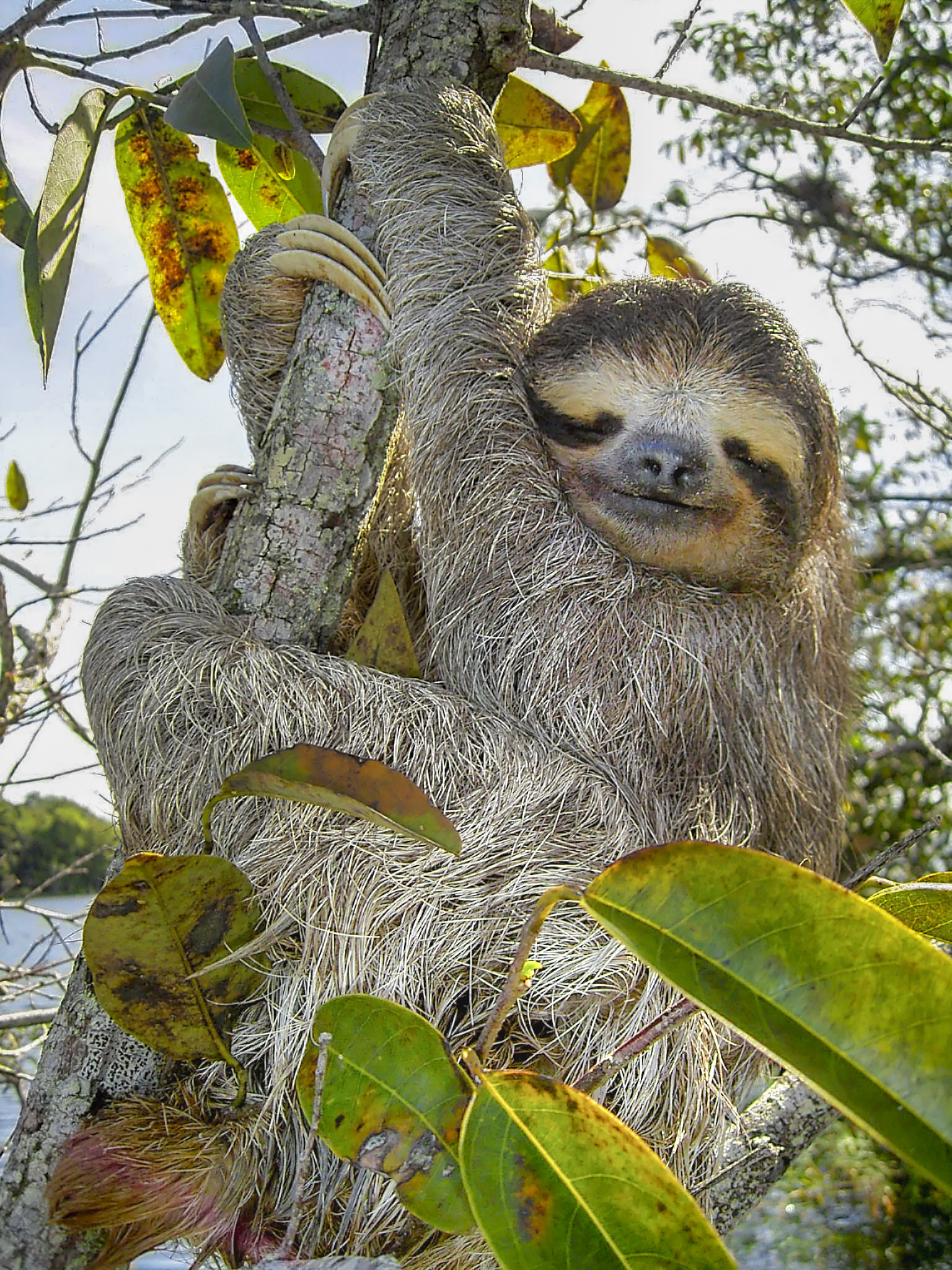
Un paresseux à gorge brune.
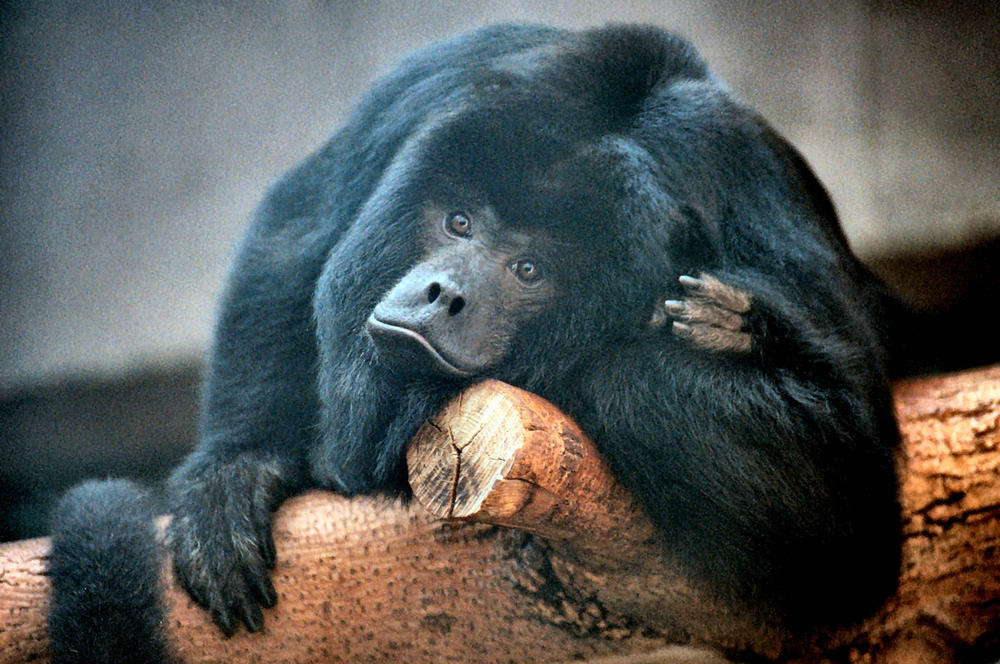
Un alouate.
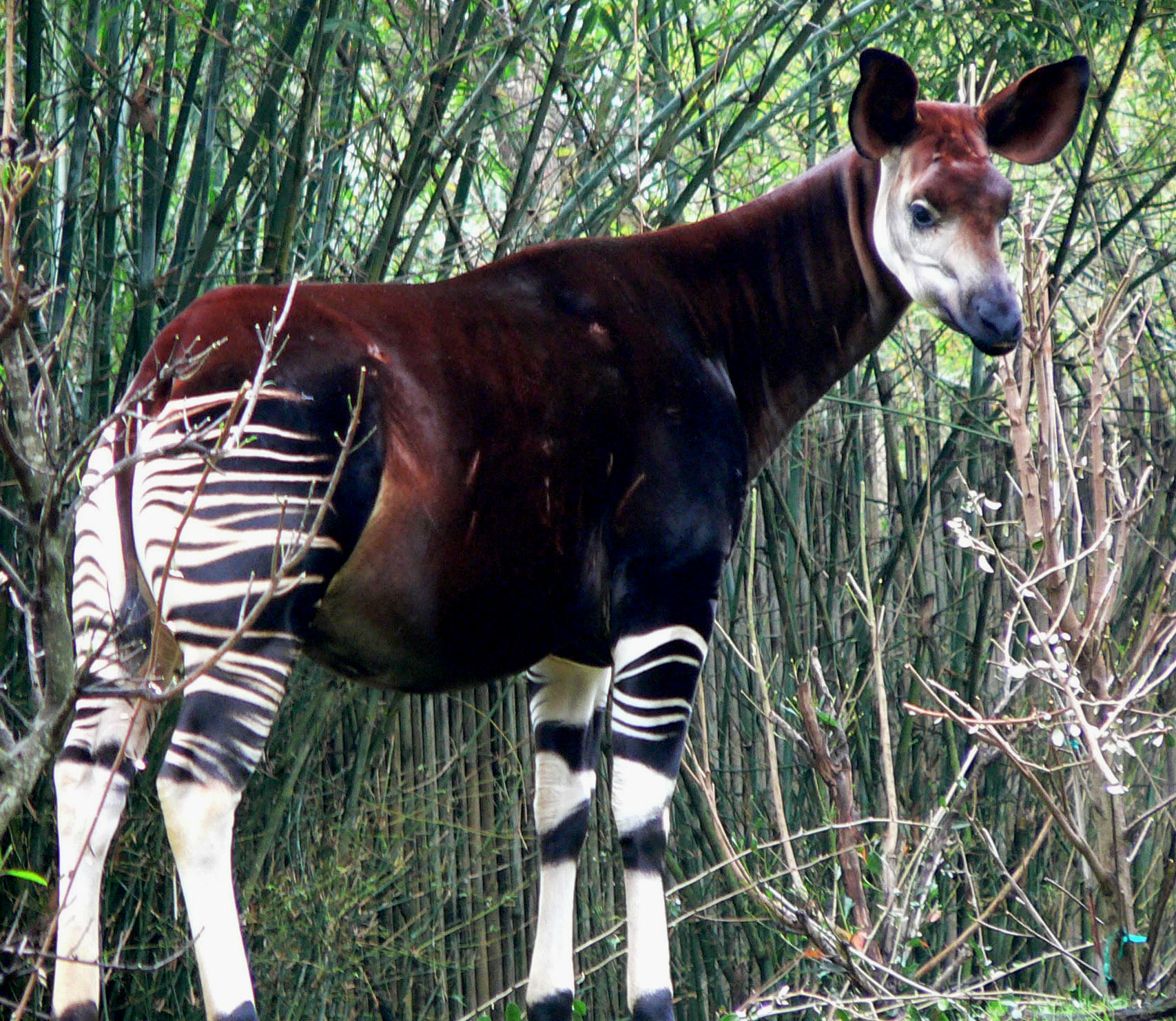
Un okapi.

Le site Animalia recense 789 espèces d'animaux phyllophages.
Les animaux phyllophages comprennent notamment :
- des mammifères : éléphant, okapi, paresseux, opossum, koala et diverses espèces de singes ;
- des oiseaux : hoazin huppé d'Amazonie et kakapo de Nouvelle-Zélande ;
- des reptiles : iguanes[3] ;
- des insectes : chenilles, tenthrèdes, scarabées, mineuses et orthoptères ;
- des mollusques : gastéropodes terrestres (escargots et limaces).